# Horváth Cirill József (irodalomtörténész)
Horváth Cirill József, Horváth Cyrill (Veszprém, 1865. november 25. – Balatonalmádi, 1941. július 19.) magyar irodalomtörténész, ciszterci szerzetes, egyetemi tanár, a Magyar Tudományos Akadémia tagja.

## Élete
Szülővárosában járt iskolába, majd a hatodik osztály elvégzése után, 1882. augusztus 27-én Zircen a ciszterci rendbe lépett. Az újoncév leteltével gimnáziumi tanulmányait Egerben folytatta, és 1885-ben itt tett érettségit. A teológiai tudományokat 1885-1886-ban az innsbrucki egyetemen, 1886-tól 1887-ig Zircen a rendi hittudományi intézetben, majd az intézet 1887-ben történt áthelyezése után Budapesten hallgatta. 1889. augusztus 7-én. ünnepélyes fogadalmat tett, augusztus 11-én szentelték pappá. 1889-ig egyúttal hallgatója volt a Budapesti Egyetemnek, ahol 1889-ben bölcsészdoktori, 1890-ben tanári diplomát szerzett. 1890-ben a ciszterci rend frissen képzett pap-tanáraként Baján működött a gimnáziumban, egészen 1894-ig. Magyart, latint, görögöt, művelődéstörténetet, rendkívüli tárgyként franciát tanított. Rábízták az ifjúsági könyvtár és az önképzőkör vezetését is. 1894 őszétől saját kérésére az egri Ciszterci Gimnáziumba helyezték. Itt 1896-ig tanított. 1895-ben egyetemi magántanárrá habilitálták.
1897-től – miután a rendből kilépett – a budapesti Református Gimnázium, 1902-től a sárospataki Református Főiskola tanára volt. 1905-től budapesti reáliskolai tanár, 1911 és 1930 között igazgató, 1923-tól pedig a Budapesti Egyetem címzetes nyilvános rendkívüli tanára volt. A Magyar Tudományos Akadémia 1912. május 2-án levelező, 1925. május 7-én rendes tagjai közé iktatta.

## Műveiből

### Szerkesztőként
- Tóth Kálmán emlékalbum. Baja, 1894. 196 oldal
- Sárospataki Füzetek, 1904–1905
- Sajtó alá rendezte és jegyzetekkel látta el a Régi Magyar Költők Tára I. kötetének új kiadását (Középkori magyar verseink, Bp., 1921), valamint Csokonai műveinek népszerű, nem teljes kiadását.
- Tolnai Világtörténelme

### Íróként
- Zárda-dalok. Pápa, 1884
- Két régi dráma 1807-1832. Szombathely, 1886. (1. Katica. Rosty Zsigmondtól, 1832. ; 2. Arandó és Miranda, 1807)
- Berzsenyi és a Mondolat. In: Vasmegyei Lapok, Szombathely, 1888
- Temesvári Pelbárt és beszédei. In: Egyetemes Philologiai Közlöny Pótkötete. Budapest, 1889
- Temesvári Pelbárt és codexeink. In: Budapest Szemle. Budapest, 1891
- Nemzeti irodalmunk a reformációig. In: Katholikus Szemle. Budapest, 1891
- A magyar nemzeti irodalom története. A középiskolák felső osztályai számára. Budapest, 1893
- Pomerius (Temesvári Pelbárt, Bp., 1894)
- Beszéd, melyet 1894. jún. 3. Baján Tóth Kálmán érc-szobrának leleplezése alkalmából mondott. Baja, 1894
- Jókairól. In: Heves vármegyei Hírlap, Eger, 1894
- A régi magyar irodalom története (Bp., 1899) Online
- Joannes Vercellensis és a magyar Margit-legenda (Bp., 1908)
- Szent László legendáink eredetéről (Bp., 1928)
- Ady Endre hite, erkölcse, magyarsága; Budapesti Hírlap Ny., Bp., 1928
- Veszprémi emlékek (Különnyomat a Veszprémvármegye 1931. évi 30–40. számából. Veszprém, 1931)[1][2]

Számos tanulmányt és karcolatot írt a régi magyar irodalom történetével kapcsolatban  szakfolyóiratokba.